# Область субантарктичних океанічних островів

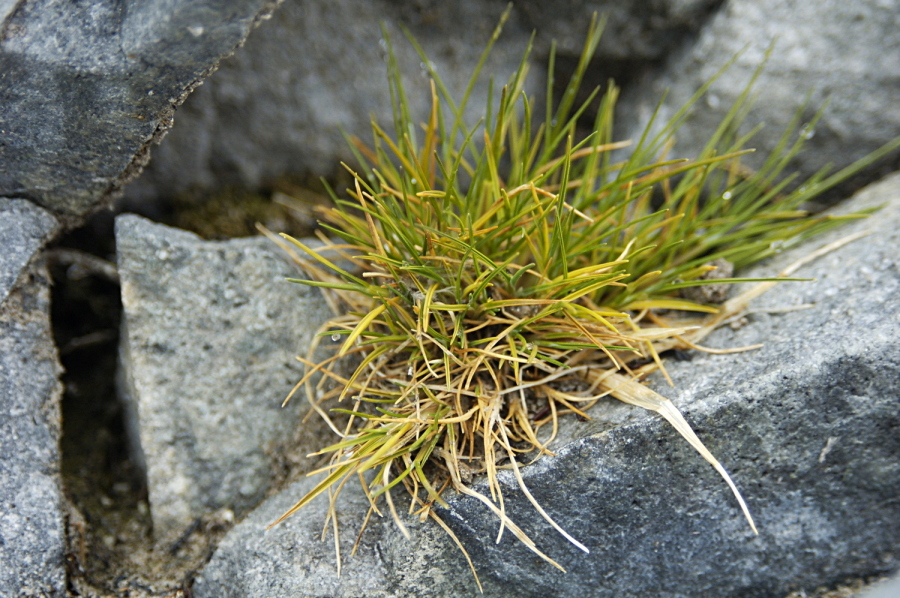
Щучник антарктичний

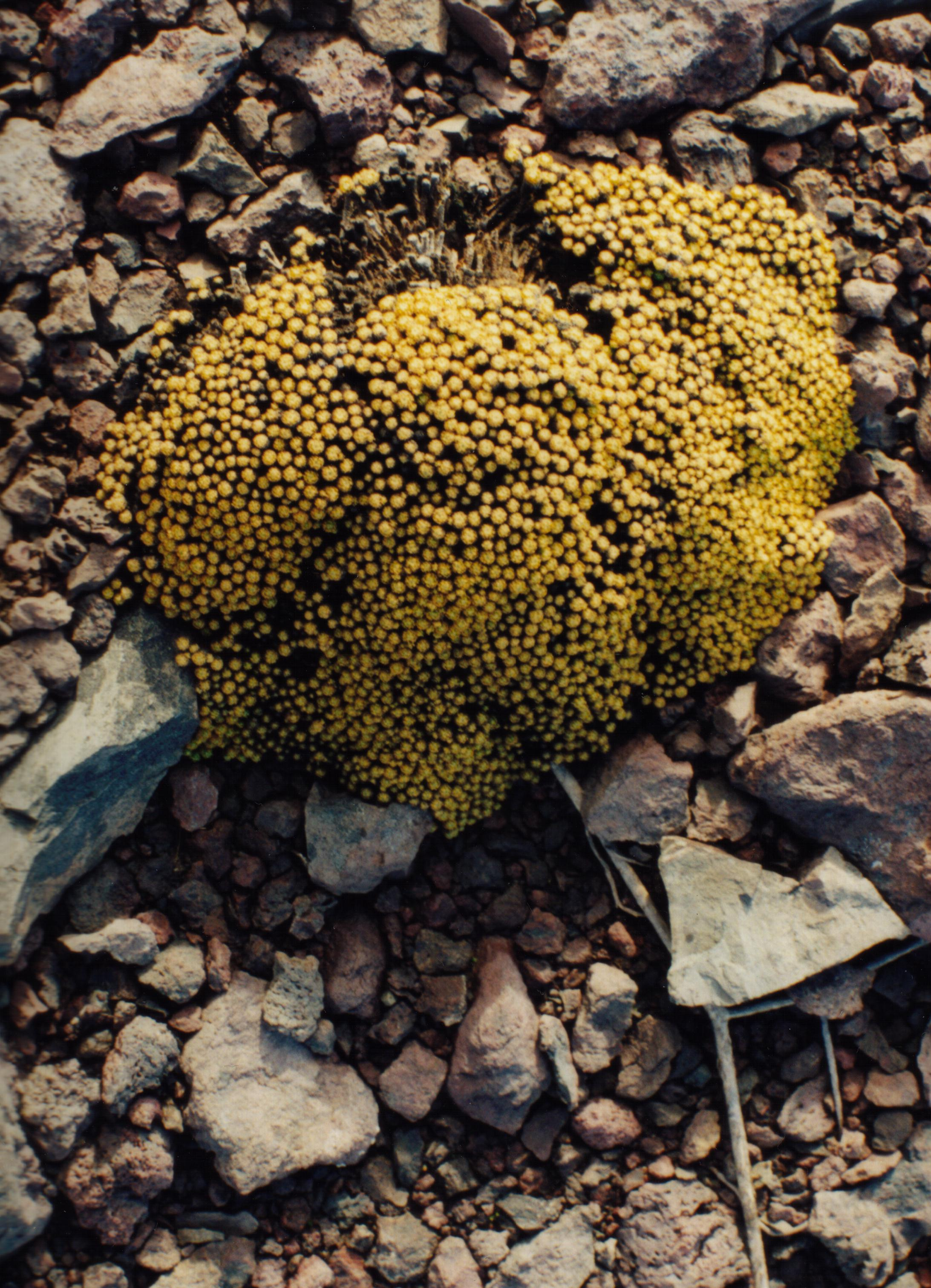
Lyallia kerguelensis

Область субантарктичних океанічних островів належить до Голантарктичного флористичного царства.
Вона є перехідною між Новозеландською і Чилійсько-Патагонською областями і включає острови Тристан-да-Кунья разом з о. Гоф, острови Принс-Едуард, Крозе, Амстердам, Сен-Поль, Кергелен і Херд разом із розташованим близько від нього о. Макдональд.
Флора цієї області дуже збіднена, але, як показують дані палеоботаніки, у минулому вона була значно багатша, і хвойні і нотофагусові ліси покривали великі простори. Для області характерні два ендемічні монотипні роди: Pringlea (P. antiscorbutica) з родини хрестоцвітих (острови Принс-Едуард, Крозе, Кергелен і Херд) і Lyallia (L. kergelensis) з дуже близького до гвоздичних родини Hectorellaceae (Кергелен). Перший рід належить до примітивних родів родини хрестоцвітних і найбільш близький до родів Stanleya (захід США) і Warea (південний схід США), що мають багато спільного з Cleome і близькими родами з родини каперсів, а другий — до монотипного новозеландського роду Hectorella.
Відносно багатіша флора о-вів Тристан-да-Кунья, що налічує 44 види судинних рослин, з яких близько 30 ендемічні. Незважаючи на більшу близькість до Південної Африки, ніж до Південної Америки, флора області з Південною Америкою пов'язана набагато тісніше. Наприклад, Chevreullia stolonifera (складноцвіте) є спільною з нею, а злак Роа flabellata на о. Гоф є магелланським елементом.
На о-вах Сен-Поль і Амстердам налічується 17 видів, з яких 7 ендемічні; на о. Принс-Едуард ростуть 19 видів рослин, з яких 2 ендемічні. На о-вах Крозе налічується 24 види, у тому числі відсутні на о-вах Принс-Едуард Colobanthus kerguelensis, Montia fontana, Limosella Iineate, Galium antarcticum, Juncus pusillus, Deschampsia antarctica, причому тут немає жодного ендемічного виду. Флора о. Кергелен налічує 30 видів. У порівнянні з флорою о-вів Крозе тут додаються Polypodium vulgare var. eatonii, Ranunculus moseleyi (ендемік), Lyallia kerguelensis (ендемік), Uncinia compacta, Poa kerguelensis і Festuca erecta.
Незважаючи на своє географічне положення, флора Кергелену виявляє найбільшу близькість до флори Вогняної Землі, з якою має 17 спільних видів. Нарешті, на о. Херд росте усього лише 8 видів рослин: Pringlea antiscorbutica, Colobanthus kerguelensis, Acaena adscendens, Callitriche antarctica, Azorella selago, Deschampsia antarctica, Poa cookii і Р. kerguelensis. Ендемічні види відсутні. Єдиний вид, який зустрічається на усіх островах.- Callitriche antarctica.

## Ресурси Інтернету
- Plants of Antarctica. Стаття на сайті British Antarctic Survey (BAS)(англ.)
- Parnikoza I., Kozeretska I., Kunakh V. Vascular Plants of the Maritime Antarctic: Origin and Adaptation // Amer. J. Plant Sciences. — 2011. — 2. — Р. 381—395(англ.)
- I. Ю. Парнікоза, Є. Смикла, I. A. Козерецька, В. А . Кунах Особливості антарктичної трав'янистої тундри в умовах двох різних екологічних градієнтів // Вісник Укр. Т-ва генетиків та селекціонерів. — 2009. — Том 7. — № 2. — С. 218—226.